# PDCA
PDCA (z anglického plan-do-check-act tedy naplánuj-proveď-ověř-jednej) je iterativní (tj. opakující se, cyklická) metoda vedení založená na čtyřech základních krocích. Využívají ji ty firmy, jejichž cílem je dosáhnout neustálého zdokonalování týkajícího se například procesů, kvality výrobků, služeb, aplikací atp. PDCA bývá také známá pod názvy jako Demingův cyklus/kolo, Shewhartův okruh/řídicí cyklus anebo PDSA (z anglického plan-do-study-act neboli naplánuj-proveď-nastuduj-jednej). V případě cyklu PDSA jde v podstatě o shodný proces, přičemž pojem ověř (PDCA) a nastuduj (PDSA) zde mají obdobný význam.
Jinou formou PDCA je cyklus o pěti krocích – OPDCA (z anglického observe-plan-do-control-act neboli pozoruj-naplánuj-proveď-ověř-jednej). V některých případech bývá krok pozorování nahrazen komplexnějším vyjádřením „pochopení stávajících podmínek“. 

## Jednotlivé kroky PDCA

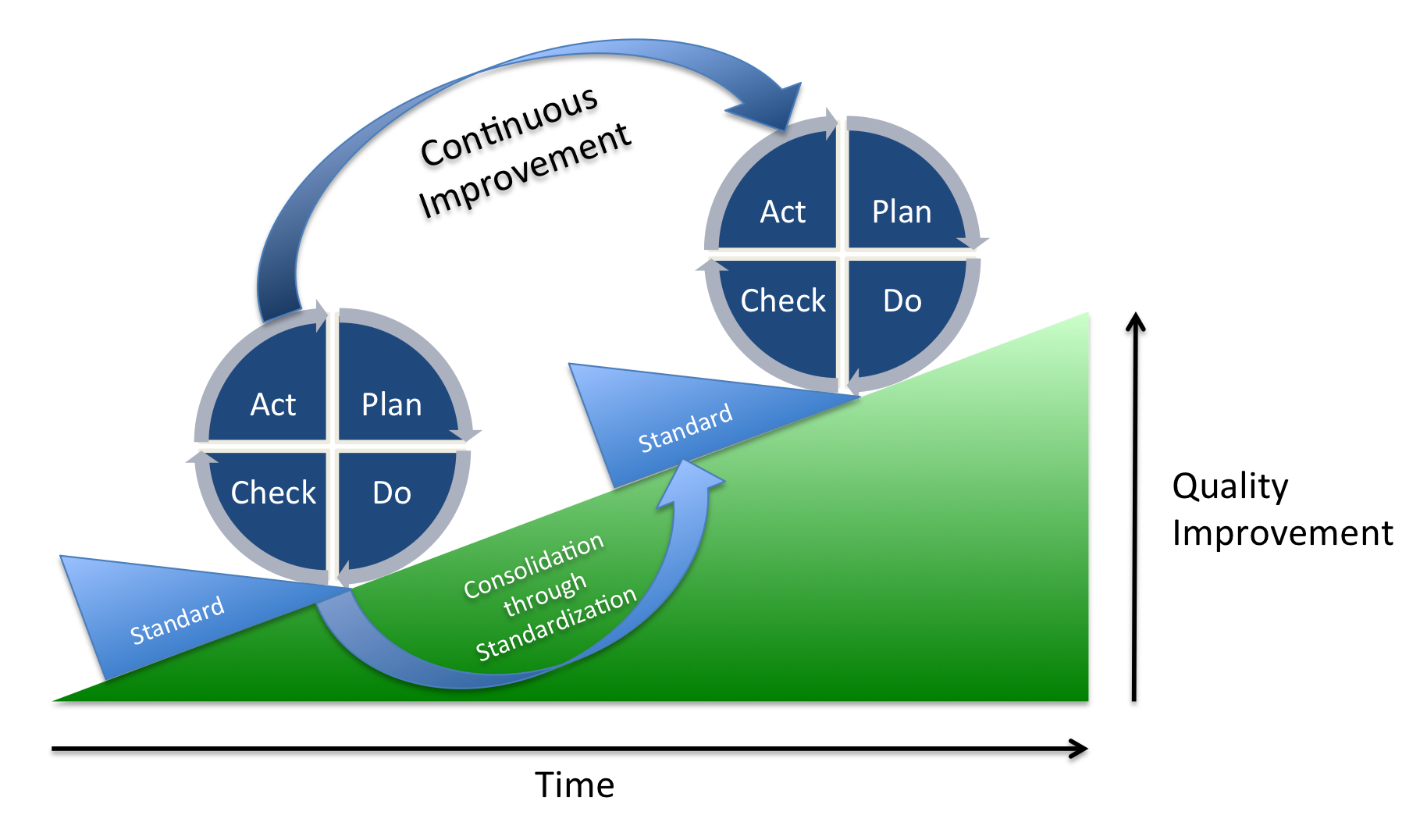
PDCA cyklus

### Naplánuj (Plan)
V rámci prvního kroku celého cyklu jde na základě předešlého prověření stávajících podmínek o stanovení cílů (zpravidla náprava dosavadních nedostatků). Nechybí určení nezbytných úkolů, opatření, nástrojů a procesů k dosažení právě stanovených cílů. Součástí plánu by měly být navržené i konkrétní způsoby řešení a nejvhodnější z nich připraveno pro realizaci. V neposlední řadě musí být zajištěno personální obsazení projektu kvalifikovanými pracovníky.

### Proveď (Do)
Tento krok spočívá v implementaci vytvořeného plánu, kdy dochází k realizaci navrženého řešení a zapracování nových procesů. Zároveň se přistupuje ke sběru a měření dat resp. výsledků realizace pro jejich zpracování v dalších krocích. Žádná realizovaná změna není provedena bez patřičné dokumentace.

### Ověř (Check)
Krok ověření je krokem kontroly. Nasbíraná data z předešlé fáze podléhají analýze a hlubšímu zkoumání. Reálné výsledky jsou porovnávané s výsledky očekávanými pro zjištění rozdílů. Hledají se odchylky implementace od plánu, přičemž je na reálných výstupech vyhodnocena vhodnost a úplnost plánu pro provedení celkového zdokonalení. Důležitou roli zde hraje i možnost grafického zpracování dat z několika po sobě následujících cyklů. Grafy umožňující zobrazit trendy v tomto případě zjednodušují vypozorování nastaveného vývoje, z čehož se dají vyvodit důležité informace pro další postup. A právě takové informace jsou důležité pro následující krok.

### Jednej (Act)
Krok jednání, tj. akce, uzavírá celý cyklus. Je založen na jednoduchém a logickém postupu. Bylo-li v kroku ověření prokázáno, že realizace stanoveného plánu přinesla pozitivní výsledky zdokonalující původní standard, pak se tento postup uvedený v plánu stává novým standardem, podle kterého se bude organizace nadále řídit. Může však dojít i k situaci, kdy ověření neprokáže žádný pozitivní přínos nového plánu oproti původnímu standardu. V takovém případě se nepřistupuje na přechod k novému standardu a způsob řízení či realizace pracovního postupu vychází i nadále ze standardu původního.
Výjimkou není ani moment, kdy krok ověření přinese něco naprosto neočekávaného, s čím plán nepočítal a nemělo z něj dle předpokladů vyplynout. Nezáleží na tom, jestli je zjištěný fakt pozitivní či negativní, v danou chvíli by neměl být trvale zaveden. Naopak by měl být zahrnut do nového cyklu PDCA tak, aby byl dodatečně detailně prostudován.
Některé zdroje popisující teorii PDCA cyklu uvádějí, že tento poslední krok zahrnuje i provedení úprav (anglický ekvivalent Adjustments). Toto tvrzení je nicméně zavádějící, neboť jde proti základní myšlence PDCA cyklu. Ta totiž říká, že každá změna musí být nejprve detailně naplánována, realizována, ověřena a až po prokázání jejího přínosu uvedena v nový standard. Jakékoli úpravy provedené až v závěrečném kroku tento koloběh tedy zcela porušují.

## Fakta o PDCA
Autorem PDCA cyklu je doktor W. Edwars Deming, který je považován za tvůrce mnoha moderních metod vedení kvality. Nicméně on sám autorství této problematiky odkazuje jeho duchovnímu otci Walteru A. Shewhartovi (pozn. od něj právě název Shewhartův cyklus). Sám Deming ve své pozdější kariéře modifikoval cyklus PDCA na PDSA. Měl totiž pocit, že slovo „check“ zdůrazňuje především kontrolu nad celkovou analýzou.
Samotný koncept PDCA je založen na vědecké metodě, kterou ve své práci rozvinul Francis Bacon (Novum Organum, r. 1620). Tato vědecká metoda by se dala popsat jako hypotéza-experiment-hodnocení, jinými slovy naplánuj-proveď-ověř. Shewhart poté (r. 1930) na základě zmíněné metody od Francise Bacona popsal výrobu pod „kontrolou“ (pozn. statistickou kontrolou) jako proces o třech krocích: specifikace-výroba-kontrola. Z uvedeného zcela vyplývá, jak moc je charakteristika výroby Shewharta odvozena z vědecké práce Bacona. Shewart k uvedenému ještě dodává, že statistik „musí napomoci ke změně poptávky (po zboží) a to ukázáním, jak si je míra tolerance zákazníků blízká se zvyšováním kvality výrobků“. Tento fakt jasně poukazuje na to, jak Shewhart, oddaný analytik, přijímal opatření až na základě závěrů z provedeného hodnocení. Podle Deminga během přednášek na začátku padesátých let jeho japonští posluchači zjednodušili názvy fází na dnes známé naplánuj-proveď-ověř-jednej. Jak už bylo jednou řečeno, Deming posléze preferoval spíše cyklus pojmenovaný naplánuj-proveď-nastuduj-jednej, neboť tato verze se v anglické konotaci více blíží významu slova ověř nežli zkontroluj.
Základním principem vědecké metody PDCA je její cykličnost. Ať už je plán z cyklu schválen nebo vyřazen, přichází na řadu nový cyklus, který zohledňuje nové poznatky z cyklu předešlého. Tento koloběh PDCA se neustále opakuje, čímž organizace postupně dosahuje cíle - dokonalý provoz a kvalitní výstup výroby.
Dalším základním předpokladem PDCA je jasné oddělení jednotlivých fází. Pokud by jednotlivá měření výsledků nebyla od souběžných činností řádně oddělena, pak by zde hrozilo jejich zkreslení. Proto je během cyklu nezbytné dodržovat chronologický postup.
PDCA ale i další přístupy řešící problémy kvality jsou známé jako systémy rozvíjející kritické myšlení. Ve společnosti Toyota mají pro tento názor trefné vyjádření: „Nejdříve je nutné, aby se vyvinuli lidé, až pak se mohou vyvinuty automobily“. Toyota i jiné firmy aplikující do výroby obdobné metody mají jasno v tom, že pracovní síla řešící problémy a zároveň využívající PDCA je schopna rychleji inovovat a dát firmě náskok před konkurencí. Implementace podobné metody vytváří v organizaci kulturu založenou na řešení problémů, čímž se etabluje i jakási skupina kritiků, jejichž postřehy posouvají kvalitu procesů a výrobků zase o kus dál.
Deming neustále kladl důraz na opakovatelnost směřující ke zdokonalení systému. Proto by PDCA cyklus měl být opakovaně implementován ve šroubovici zvyšujících se poznatků o systému, který se soustředí na vymezený cíl. Každý cyklus by tak měl být danému cíli blíže než ten předešlý. Jednoduše si to lze představit na pružině, u které každá další smyčka zastupuje jeden cyklus PDCA. Každý ukončený cyklus tak znamená navýšení vědomostí o systému, který je metodou zkoumán.
Tento přístup je založen na přesvědčení, že naše vědomosti a schopnosti jsou sice omezeny, ale dají se zlepšovat. Obzvláště v počátcích nových projektů nebývají klíčové informace známy. Avšak PDCA poskytuje zpětnou vazbu k prvotním předpokladům a navyšuje tak povědomí o skrývajících se problémech. Spíše, než udělat „hop a trop“ pro dosažení dokonalého cíle hned na první pokus, je lepší jít správným směrem alespoň přibližně, nežli jít špatným směrem úplně. Díky zlepšujícímu se vědomí o systému lze s postupem času přistoupit na úpravu či úplnou změnu cíle. Zkrátka přístup PDCA pomůže organizaci dosáhnout jakéhokoli cíle, který si zvolí.
Rozsah změny, resp. míra zdokonalení je klíčovým faktorem v dnešním světě konkurence. PDCA umožňuje provést obrovské skoky ve výkonnosti stejně jako metoda Kaizen, která však využívá drobných, ale zato častých vylepšení. Ve Spojených státech amerických je PDCA přístup obvykle spojován s velkými projekty zahrnující taktéž velkou časovou a personální náročnost. S rozsahem projektů roste i očekávání manažerů, že dojde ke zdokonalení procesů v adekvátní míře vynaloženého úsilí. Nicméně platí, že vědecká metoda PDCA může být užita pro všechny druhy projektů a aktivity vedoucí ke zlepšení.